# Au Pair (film)
Au Pair är en TV-film från 1999 med Gregory Harrison och Heidi Noelle Lenhart. Filmen är den första i filmserien Au Pair.

## Handling
Jennifer Morgan söker jobb på Oliver Caldwells företag. Efter några misstag blir hon i stället au pair-flicka för hans barn Katie och Alex.

## Släpp
Filmen hade premiär 1999 och kom sedan fortfarande att sändas ibland i ABC Family. Den hade tidigare flest antal TV-tittare i kanalens TV-film-historia. Filmen har släppts på DVD i Region 4.

## Rollista
- Gregory Harrison som Oliver Caldwell
- Heidi Lenhart som Jennifer 'Jenny' Morgan
- Jane Sibbett som Vivian Berger
- Katie Volding som Katie Caldwell
- Jake Dinwiddie som Alex Caldwell
- John Rhys-Davies som Nigel Kent
- Richard Riehle som Sam Morgan
- Michael Woolson som Charlie Cruikshank
- Larry Robbins som Ernie
- Pat Elliott som Sutton Parks-anställd
- Dávid Ungvári som receptionist
- Kristin Hansen som matronly woman
- Éva Gyetvai som sekreterare
- Peter Linka som L.A.-chaufför
- Caitlin Griffiths som flicka i flygplanet

### Fotnoter
1. ↑  ”'Au Pair 3': It's time to call it quits” (på engelska). Entertainment Weekly. 16 mars 2009. http://www.ew.com/article/2009/03/16/au-pair-3. Läst 18 september 2016.
2. ↑  Fox Family Channel's 'Au Pair' Movie Delivers Largest Audience In Family Channel's 22-Year History. - PR Newswire - HighBeam Research